# Typhonia multivenosa
Typhonia multivenosa is een vlinder uit de familie zakjesdragers (Psychidae). De wetenschappelijke naam van deze soort is, als Melapsyche multivenosa, voor het eerst geldig gepubliceerd in 1956 door Igor Vasilii Kozhanchikov De soort komt voor in de regio Amoer in het Verre Oosten van Rusland.

## Type
- type: onbekend
- typelocatie: "Russia, Amur Region, Bol'shoi Never"